# Engineer Task Force (SEEBRIG)
Engineer Task Force (kratica ETF; dobesedno slovensko Inženirska bojna skupina) je mednarodni bataljon v sestavi SEEBRIG.

## Delovanje
ETF je usposobljena za izvajanje inženirske podpore SEEBRIG oz. samostojno inženirsko bojevanje; le-to zajema:
- omejeno popravilo in izgradnja zgradb, cest, mostov in železnice,
- oblikovanje zemeljske površine (t. i. Earth moving),
- izsuševanje,
- deminiranje in uničevanje neeksplodiranih eksplozivnih teles,...

ETF je izvedla štiri vaje:
- CORNERSTONE 2001 (v Albaniji zgradili 3 km ceste),
- CORNERSTONE 2002 (v Bolgariji zgradili nov most, obnovili starega in obnovili sirotišnico),
- CORNERSTONE 2003 (v Romuniji zgradili novo šolo, obnovili staro šolo, zgradili parkirni prostor za težka letala),
- ADRIATIC PHIBLEX 2004 (na Hrvaškem popravili 10 km ceste in postavili 10 km vodno linijo).

## Organizacija[1]
- samovozna havbična baterija ( Turčija)
- inženirski vod ( Bolgarija)
- 2x Tactical Air Control Party ( Grčija,  Turčija)